# Klik (fonetiek)
In de fonetiek is een klik een klank die wordt gevormd door twee contactpunten in de mond: een voorin en een achterin. In sommige Afrikaanse talen wordt de klank gezien als een gewone medeklinker. In andere talen, zoals het Hadza, zijn kliks een stuk subtieler, en worden ze soms zelfs aangezien voor ejectieven. Fonologisch zijn kliks obstruenten. 
Een bekend voorbeeld van de klank is het Engelse tsk! tsk!, waarmee afkeuring wordt aangegeven.
Kliks komen voor in alle drie de Khoisantalen-families uit Afrika. In deze talen vormen kliks het merendeel van de medeklinkers. In mindere mate zijn kliks ook terug te vinden in verschillende Bantoetalen. De enige niet-Afrikaanse taal waarin de klik een reguliere klank is, is het Damin. In andere talen komen kliks eigenlijk alleen voor als tussenwerpsel.
Bij bruiloften zingen de Khoisan het lied Qongqothwane om het bruidspaar geluk te wensen. Het lied werd door Miriam Makeba populair gemaakt, waarbij de voor westerlingen onuitspreekbare titel veranderd werd in The click song.

## De vijf basisklanken
| ʘ | Bilabiaal         | Voorbeeldⓘ |
| ǀ | Dentaal           | Voorbeeldⓘ |
| ǁ | Alveolar lateraal | Voorbeeldⓘ |
| ǃ | (Post)alveolaar   | Voorbeeldⓘ |
| ǂ | Palatoalveolar    | Voorbeeldⓘ |